# Fanélie Carrey-Conte
Fanélie Carrey-Conte, née le 16 mai 1980 à Bègles (Gironde), est secrétaire générale de la Cimade. Elle est de 2012 à 2016 députée française de la 15e circonscription de Paris.
Elle commence son militantisme dans le syndicalisme et le mutualiste étudiant. Elle participe à la direction de l'Union nationale des étudiants de France et de la Mutuelle des étudiants.

## Vie personnelle et professionnelle
Titulaire d’un diplôme de l’Institut d'études politiques de Bordeaux et d’un master en « aménagement » obtenu à l’École nationale des ponts et chaussées et à l’Institut français d'urbanisme, Fanélie Carrey-Conte commence sa carrière comme administratrice de La Mutuelle des étudiants (LMDE). Elle s’engage ensuite dans le secteur associatif, œuvrant pour le logement des jeunes, avant de se consacrer à l’économie sociale et solidaire. Elle préside l’Observatoire expertise et prévention santé des étudiants (EPSE) et occupe le poste de secrétaire générale d’Enercoop jusqu’à son arrivée à la tête de la Cimade en 2021.

## Syndicalisme étudiant
Au cours de ses études, Fanélie Carrey-Conte s’engage au sein de l’Union nationale des étudiants de France (UNEF), où elle rejoint la Tendance égalité (TTS), principale force d’opposition à la majorité nationale. En 2003, elle intègre le bureau national de l’UNEF, devenant une figure clé de la TTS. Elle quitte ce rôle en 2005 pour rejoindre le conseil d’administration de la LMDE, où elle occupe une position au bureau national, chargée des questions de protection sociale.

## Parcours politique
Fanélie Carrey-Conte entame son parcours politique à gauche au sein des instances représentatives étudiantes. Dès 2000, elle s’installe dans le 20e arrondissement et s’implique dans la section locale du Parti socialiste. Candidate aux municipales de 2008 sur la liste de Frédérique Calandra, elle figure également sur la liste de Jean-Paul Huchon lors des élections régionales de 2010. De 2008 à novembre 2012, elle assume la fonction de secrétaire de la section socialiste du 20e arrondissement. Membre du courant Un monde d'avance, situé à l’aile gauche du Parti socialiste, elle rejoint en 2017 Génération.s, mouvement fondé par Benoît Hamon.

## Députée
Lors des élections législatives de 2012, Fanélie Carrey-Conte est élue suppléante de George Pau-Langevin dans la 15e circonscription de Paris. Elle accède au poste de députée lorsque cette dernière est nommée ministre de la Réussite éducative sous les gouvernements Jean-Marc Ayrault I et II. À l’Assemblée nationale, elle siège à la commission des affaires sociales et occupe le poste de vice-présidente du groupe d’études sur l’économie sociale et solidaire. Avec vingt autres parlementaires socialistes, elle s’oppose à la ratification du pacte budgétaire européen (TSCG).
Critique de la politique économique du gouvernement Valls, elle s’associe aux « frondeurs ». En septembre 2014, le président du groupe SRC, Bruno Le Roux, la transfère d’office de la commission des affaires sociales à celle de la défense. Après les attentats du 13 novembre 2015 en France, elle est l’une des sept députés français à ne pas voter en faveur du projet de loi prolongeant l’état d’urgence de trois mois, adopté par 551 voix pour, 6 contre et une abstention – la sienne.